# Wereldkampioenschappen atletiek 2019/10.000 m mannen
De 10000 meter voor mannen op de wereldkampioenschappen atletiek 2019 werd gehouden op 27 (heats) en 30 (finale) september. De uittredend kampioen was de Britse atleet Mo Farah. Hij koos ervoor om zijn titel niet te verdedigen. Zijn opvolger werd de Oegandese atleet Joshua Cheptegei.

## Records
De volgende nationale records werden tijdens dit wereldkampioenschap gevestigd.
| Naam                | Land   | Tijd     |
| ------------------- | ------ | -------- |
| Mohammed Ahmed      | Canada | 26.59,35 |
| Yemaneberhan Crippa | Italië | 27.10,76 |

## Uitslagen

### Legenda
- NR: Nationaal record
- SR: Beste seizoenstijd voor atleet
- PR: Persoonlijk record
- CR: Kampioenschapsrecord
- WR: Wereldrecord

### Finale
| Rang   | Naam                   | Land | Tijd     | Opmerking |
| ------ | ---------------------- | ---- | -------- | --------- |
| Goud   | Joshua Cheptegei       | UGA  | 26.48,36 |           |
| Zilver | Yomif Kejelcha         | ETH  | 26.49,34 | PR        |
| -      | Rhonex Kipruto         | KEN  | 26.50,32 | Doping    |
| Brons  | Rodgers Kwemoi         | KEN  | 26.55,36 | PR        |
| 4      | Andamlak Belihu        | ETH  | 26.56,71 |           |
| 5      | Mohammed Ahmed         | CAN  | 26.59,35 | NR        |
| 6      | Lopez Lomong           | USA  | 27.04,72 | PR        |
| 7      | Yemaneberhan Crippa    | ITA  | 27.10,76 | NR        |
| 8      | Hagos Gebrhiwet        | ETH  | 27.11,37 |           |
| 9      | Shadrack Kipchirchir   | USA  | 27.24,74 | SR        |
| 10     | Sondre Nordstad Moen   | NOR  | 28.02,18 |           |
| 11     | Leonard Korir          | USA  | 28.05,73 |           |
| 12     | Soufiane Bouchikhi     | BEL  | 28.15,43 |           |
| 13     | Aron Kifle             | ERI  | 28.16,74 |           |
| 14     | Rodrigue Kwizera       | BDI  | 28.21,92 | PR        |
| 15     | Abdallah Kibet Mande   | UGA  | 28.31,49 |           |
| 16     | Onesphore Nzikwinkunda | BDI  | 29.11,50 |           |
|        | Alex Korio             | KEN  | DSQ      | DSQ       |
|        | Hassan Chani           | BRN  | DSQ      | DSQ       |
|        | Thierry Ndikumwenayo   | BDI  | DNF      | DNF       |
|        | Julien Wanders         | SUI  | DNF      | DNF       |